# Předlánecký obr
Předlánecký obr (někdy zvaný též Dub u Předlánců) byl památný strom, který rostl na jižním okraji Předlánců, součásti Višňové, obce na severu České republiky, ve Frýdlantském výběžku Libereckého kraje.

## Popis a historie
Strom rostl na jižním okraji Předlánců, při západní straně silnice číslo III/0357 před prvními předláneckými budovami. Po silnici je vedena jak žlutě značená turistická trasa, tak cyklotrasa číslo 3016. Západním směrem od místa někdejšího památného stromu se nachází koryto řeky Smědé. O prohlášení stromu za památný rozhodl městský úřad ve Frýdlantě, který 16. července 1998 vydal příslušný dokument, jenž nabyl účinnosti 5. srpna 1998. V létě roku 2009, konkrétně 23. července, postihla zdejší krajinu vichřice, která zapříčinila celkové statické selhání památného stromu. Pařez a torzo kmene zůstaly na paměť stromu v místě, kde rostl, zachovány. Památková ochrana mu ale byla rozhodnutím frýdlantského městského úřadu ze dne 18. srpna 2009 odebrána, přičemž svou právní účinnost nabyl tento ortel 8. září 2009.

## Popis
Památný strom byl dub letní (Quercus robur), jenž dosahoval výšky 32 metrů. Obvod jeho kmene činil 540 centimetrů. V jeho okolí se po dobu památkové ochrany stromu nacházelo ochranné pásmo odpovídající zákonné normě.